# Pierre-Roger Claudin
Pour les articles homonymes, voir Claudin (homonymie).
Pierre-Roger Claudin (10 janvier 1877 - 30 juin 1936) est un illustrateur et peintre membre de l'École de Nancy. Il réalise notamment l'affiche de l'exposition internationale de l'Est de la France en 1909 sur demande express du comité d'organisation ainsi qu'une illustration du souper de Metz.

## Exposition universelle de l'Est de la France
Lors de l'exposition, il réalise une série d'aquarelles illustrant la légende de Saint-Nicolas.

## Céramique
Il a collaboré avec la Société céramique de Rambervillers, pour produire le célèbre vase Chimère en grès flammé.

## Œuvres
En Alsace, une rue à Saverne